# لو گریفون
لو گریفون (به انگلیسی: Le Griffon) یک کشتی بود که طول آن ۳۰ تا ۴۰ فوت (۹٫۱ تا ۱۲٫۲ متر) بود.